# Presse francophone en Turquie
 (juin 2016).
Si vous disposez d'ouvrages ou d'articles de référence ou si vous connaissez des sites web de qualité traitant du thème abordé ici, merci de compléter l'article en donnant les références utiles à sa vérifiabilité et en les liant à la section « Notes et références ».
Même si la Turquie n'est pas un pays de tradition francophone, l'histoire de la presse écrite y commence avec les publications francophones. Le premier journal de Turquie fut publié par l'Ambassade de France à Constantinople sous le nom de Bulletin des Nouvelles en 1795, qui prit le nom de Gazette française de Constantinople un an plus tard. Il s'agissait plutôt des bulletins politiques destinés à informer les colonies étrangères de la capitale ottomane à propos de la Révolution française, sans avoir trop d'impact sur la société locale.
Le premier journal francophone destiné aux populations ottomanes fut le Moniteur ottoman, publié à partir du 5 novembre 1831 à Constantinople par Alexandre Blacque et financé par la Sublime Porte. Ce journal, considéré comme une fenêtre vers l'Europe, joua un rôle important en transformant le français en langue officielle dans les relations diplomatiques de l'Empire ottoman, ainsi que dans la vie culturelle des intellectuels ottomans. 
À la suite de la mort d'Alexandre Blacque, le fondateur du Moniteur ottoman,  ce dernier laissa sa place au Journal de Constantinople en 1839. Grâce aux écoles francophones qui se développèrent tout au long du XIXe siècle (comme le Lycée Saint-Benoît par exemple), la demande pour une presse francophone augmenta constamment. Le nombre de publications entre 1839 et 1922 est de 400 titres dans tout le territoire ottoman, dont la moitié à la capitale.
La presse francophone en Turquie n'a pas uniquement servi les intérêts de la France, car les puissances rivales n'ont pas hésité à utiliser la francophonie pour répandre leurs idées. Le Journal de Constantinople (1839-1866) et la Turquie (1866-1895) furent les porte-parole de l'administration ottomane. Levant Herald (1856-1914), Levant Times (1868-1874) et Oriental Adviser (1882-1920) furent publiés en anglais et en français tout comme le Lloyd Ottoman en allemand et en français, La Turchia en italien et en français. La Réforme et Le Phare du Bosphore ont défendu les intérêts de la Grèce, et le Journal d'Orient était destiné à la communauté juive. Leur point commun était d'introduire la culture occidentale dans la société ottomane à travers la langue française. Le Courrier d’Orient (1861-1876), Stamboul (1875-1934) et Jeune turc (1909-1915) sont d'autres journaux influents de l'époque. 
Le français fut aussi utilisé dans des publications scientifiques et techniques: La Gazette médicale de Constantinople, La Gazette médicale d'Orient, Revue de Médecine, Union pharmaceutique d'Orient, Revue médico-pharmaceutique, Journal des Chemins de fer, Annales judiciaires, Le Journal de Chambre du commerce pour ne citer que quelques exemples. Un diplomate turc francophone, Réchid Saffet Atabinen a longtemps publié à Constantinople/Istanbul un journal financier, l'Economiste d'Orient (environ 1919-1950).
Le tirage total des journaux en Turquie était de 66 000 en 1925 dont 15 000 pour la presse francophone. Mais cette dernière a progressivement perdu son influence sous le régime républicain (proclamée en 1923) pour plusieurs raisons politiques et sociales. La fermeture du quotidien Journal d'Orient en 1971 a mis fin à ce genre de presse en Turquie.
Il existe aujourd'hui un mensuel francophone en Turquie, Aujourd'hui la Turquie, qui tient aussi un site Internet.

## Accès à la presse francophone ancienne en Turquie
La collection de journaux français publiés dans l'Empire ottoman dans le cadre de la Bibliothèque nationale de France est accessible via Gallica. Sur ce site, la collection de presse française en pays ottoman est présentée sous le titre général "Presse et Revues, Presse par Pays ou Zones géographiques", dans la rubrique "Presse ottomane francophone".